# هواناو بی‌اچ.۷
هواناو بی‌اچ. ۷ شرکت بریتیش هاورکرفت، که با عنوان کلاس ولینگتون نیز شناخته می‌شود، یک مدل هاورکرافت با اندازهٔ متوسط است. این وسیله، نخستین هاورکرافت با تولید انبوه بود که به‌طور خاص برای کاربردهای نظامی توسعه یافت.
نمونهٔ اولیهٔ بی‌اچ. ۷، نخستین پرواز خود را در نوامبر ۱۹۶۹ انجام داد و توسط نیروی دریایی پادشاهی بریتانیا تحت آزمایش‌های گسترده قرار گرفت. این هاورکرافت، چندین نقش نظامی از جمله جست‌وجو و حذف مین‌های دریایی، نظارت بر ماهی‌گیری، جنگ‌افزار ضدزیردریایی، عملیات امداد و نجات، گشت مرزی، نظارت دریایی، و وظایف حمل و نقل و ترابری را انجام می‌دهد. علاوه بر نسخهٔ نظامی، یک نسخهٔ غیرنظامی از این هواناو، نیز توسعه داده شد. از پیش از پایان آزمایش‌ها، نیروی دریایی شاهنشاهی ایران چندین فروند بی‌اچ. ۷ سفارش داد.

## توسعه
در اواخر دههٔ ۱۹۵۰ و اوایل دههٔ ۱۹۶۰، مخترع بریتانیایی کریستوفر کوکرل، شکل جدیدی از وسایل حمل و نقل را توسعه داد که این وسیله، به‌طور گسترده، با عنوان هواناو شناخته شد. سازندهٔ بریتانیایی، شرکت ساندرز رو، که کوکرل برای توسعهٔ یک هاورکرافت با دَوام با او همکاری کرده بود، به‌زودی چندین هواناو تجاری با دوام را ارائه داد. مدل اس‌آر.ان۴، یک فرابر بزرگ، جهت استفاده در کانال مانش با ظرفیت ۴۱۸ مسافر، همراه با ۶۰ خودرو بود. نخستین هاورکرافت فعال تجاری، نیز مدل اس‌آر.ان۶ با ظرفیت حداکثر ۵۸ مسافر بود. شرکت تازه‌تأسیس بریتیش هاورکرافت، تصمیم به توسعهٔ یک هاورکرافت جدید گرفت که به بی‌اچ. ۷ معروف است. این وسیله، به‌طور قابل‌توجهی بزرگ‌تر از اس‌آر. ان۶ است و می‌تواند محموله‌های بسیار بیشتری را حمل کند.
بی‌اچ. ۷ بر خلاف مدل‌های پیشین، نخستین هاورکرافت تولیدی بود که عمدتاً برای اهداف نظامی توسعه یافته بود. به گفتهٔ شرکت بریتیش هاورکرافت، مدل‌های نظامی بی‌اچ. ۷ قادر به انجام مأموریت‌های امنیتی مختلف ساحلی از جمله جلوگیری از قاچاق، عملیات امداد و نجات، گشت مرزی، نظارت دریایی، همگی با تحرک و سرعت بیشتری نسبت به جایگزین‌های دیگر با کاربردهای مشابه بودند. پیشنهاد شد که این مدل، در از طریق نصب موشک‌های ضد کشتی مانند اگزوسه فرانسوی، برای ایفای نقش ضدکشتی، تجهیز شود. نویسنده JR Amyot عقیده دارد که بی‌اچ. ۷ ویژگی‌های بسیار مطلوبی را برای عملیات آبی خاکی و مأموریت‌های مقابله با مین‌های دریایی ارائه می‌کند و به خروجی صدای کم و کنترل‌پذیری بالا به‌عنوان ویژگی‌های مثبت طراحی آن اشاره می‌کند.
این پروژه، در ابتدا حمایت قابل‌توجهی از دولت بریتانیا دریافت کرد اما همهٔ تعهدات توافق‌شده، محقق نشد. در سال ۱۹۶۸، اعلام شد که برنامه تولید نسخه‌ای دیگر از بی‌اچ. ۷ برای ارتش بریتانیا خاتمه یافته‌است. این اتفاق، تیم طراحی شرکت را به‌شدت تحت تأثیر قرار داد، زیرا این تیم، همزمان با تصمیم دولت برای توقف کار، در حال مطالعه و امکان‌سنجی توسعهٔ هاورکرافت‌های بزرگ اقیانوس‌پیما بود.

## طراحی
بی‌اچ. ۷ یک هاورکرافت بسیار بزرگ‌تر از اس‌آر. ان۶ است و بسته به پیکربندی و تجهیزات نصب‌شده، وزن هر یک از آن‌ها حدود ۶۰ تن و دارای ظرفیت حمل بار تقریباً ۱۵ تن است. طبق گزارش‌ها، نسخهٔ غیرنظامی آن، با گنجایش حداکثر هشت خودرو و کمی بیش از ۷۰ مسافر، طراحی شده‌است. در نمونهٔ نظامی، محموله‌ها می‌توانند از محموله‌های پالت‌بندی‌شده، حداکثر شش هویتزر ام۱۰۱، یا سه خودروی زرهی فرت تشکیل شوند. حداکثر ۹۲ سرباز کاملاً مجهز را می‌توان با یک بی‌اچ. ۷ منتقل کرد. این وسیلهٔ نقلیهٔ نظامی، توسط خدمه‌ای پنج‌نفره، متشکل از یک خلبان، یک ناوبر/اپراتور رادار، یک مهندس/تیرانداز، یک توپچی اختصاصی، و یک افسر فرمانده اداره می‌شود. بیشتر خدمه در داخل کابین کنترل کشتی که در مرکز قرار دارد، می‌نشینند، که دید همه‌جانبه را فراهم می‌کند.
سلاح‌های مختلفی را می‌توان بر روی بی‌اچ. ۷ برای برآوردن درخواست‌های مشتری و بر پایهٔ نیازها، نصب کرد. این هواناو می‌تواند نصب و استفاده از موشک‌های هدایت‌شونده مختلف، از جمله موشک موشک سطح‌به‌هوای سی‌کت (Seacat)، به همراه موشک هدایت‌شونده ضدتانک اس‌اس. ۱۱ (SS.11) و موشک ضدکشتی اگزوسه را در خود جای دهد. انواع متعددی از مسلسل‌ها با کالیبرهای متنوع و خدمه‌ای که آن‌ها را به‌کار می‌گیرند نیز می‌توانند در این هواناو مستقر شوند.
بی‌اچ. ۷ از آخرین پیشرفت‌های شرکت بریتیش هاورکرافت در طراحی یک بالشتک هوایی انعطاف‌پذیر بهره برده بود. بر پایهٔ گزارش مجله نیو ساینتیست، این بالشتک توانسته‌است به درجهٔ بیشتری از ثبات و ایمنی دست یابد و کارکرد این هواناو را در دریا بهبود بخشد. تلاش‌های این شرکت، بر کاهش هزینه‌های نگهداری بالشتک، متمرکز شده بود. بالشتک مورد استفاده در این هواناو، عمدتاً از یک نایلون مصنوعی با پوشش نئوپرین ساخته شده‌است.
در بسیاری از سیستم‌ها و مکانیسم‌های بی‌اچ. ۷ از سیستم‌های اس‌آر.ان۴ استفاده شده بود. در طول طراحی آن، تأکید قابل‌توجهی بر سهولت تعمیر و نگهداری وجود داشت؛ در نتیجه، بخش بزرگی از تعمیرات بی‌اچ. ۷ را می‌توان در میدان جنگ، انجام داد و یک تیم متشکل از شش خدمهٔ تعمیر و نگهداری، معمولاً برای سرویس کردن بی‌اچ. ۷ مورد نیاز است. برای افزایش زمان بین فواصل تعمیر و سرویس، بیشتر مواد مورداستفاده در سرتاسر این وسیله، در برابر خوردگی، مقاوم هستند. ساختار آن نیز تا حد زیادی، از پلاستیک تقویت‌شده تشکیل شده‌است.

## پیشینهٔ عملیاتی
نمونهٔ اولیهٔ بی‌اچ. ۷ نخستین بار در نوامبر ۱۹۶۹ پرواز کرد و توسط نیروی دریایی بریتانیا مورد ارزیابی قرار گرفت. این هاورکرافت، از سال ۱۹۷۰ تا ۱۹۸۳ در چندین نقش مختلف، از جمله اقدامات مقابله با مین‌های دریایی، نظارت بر کشتی‌ها و قایق‌های ماهی‌گیری، و جنگ ضدزیردریایی آزمایش شد. این آزمایش‌ها به نیروی دریایی بریتانیا کمک کرد تا الزامات و ویژگی‌های هواناوهای مورد نیاز خود را تعیین کند. نمونهٔ ساخته‌شدهٔ اولیه، بعدها توسط موزهٔ هواناو در لی-آن-ده-سولنت خریداری شد.
تا ژانویهٔ ۱۹۶۸، ایران دو فروند بی‌اچ. ۷ و همچنین تعدادی از نمونهٔ کوچک‌تر، اس‌آر. ان۶ دریافت کرد. در مجموع دو فروند بی‌اچ. ۷ از مدل ام‌کی. ۱ و چهار فروند از مدل ام‌کی۵آ توسط نیروی دریایی شاهنشاهی ایران در دهه ۱۹۷۰ عملیاتی شدند. شرکت بریتیش هاورکرافت، خاورمیانه را به‌عنوان منطقهٔ فروش کلیدی، برای این نوع هاورکرافت در نظر گرفته بود و پیشنهاد خرید و سفارش آن، به ایران و عربستان سعودی، داده شد. ایران، پس از انقلاب ۱۳۵۷، به‌دلیل اِعمال چندین تحریم اقتصادی، قادر به دریافت قطعات یدکی و پشتیبانی از خارج از کشور نبود. با این‌حال، ایران توانست به فعالیت ناوگان هواناو خود ادامه دهد. در دههٔ ۲۰۱۰، بی‌اچ. ۷های ایران، در تمرین‌ها و عملیات معمول شرکت داشتند. ظاهراً بی‌اچ. ۷های ایران، برای ایفای وظیفه به‌عنوان سکوی موشکی پُرسرعت، سازگار شده‌اند. علاوه بر این، گزارش شده‌است که ایران، هواناو مشابهی را در داخل این کشور، مهندسی معکوس کرده‌است. (هواناو تندر)